# تشارلي آدم (لاعب كرة قدم بريطاني)
تشارلي آدم (بالإنجليزية: Charlie Adam)‏ (5 أبريل 1962 في المملكة المتحدة - 17 ديسمبر 2012) هو لاعب كرة قدم بريطاني في مركز الوسط. لعب مع دندي يونايتد وسانت جونستون ونادي بارتيك ثيسل ونادي بريتشين سيتي ونادي مونتروز لكرة القدم ونادي اربوراث وفورفار أثلتيك ‏.

## وصلات خارجية
- تشارلي آدم (لاعب كرة قدم بريطاني) على موقع قاعدة بيانات كرة القدم.إي يو (الإنجليزية)